# Chris Speier
Pour les articles homonymes, voir Speier.
Chris Edward Speier (né le 28 juin 1950 à Alameda, Californie, États-Unis) est un ancien joueur d'arrêt-court de baseball qui joue dans les Ligues majeures de 1971 à 1989. 
Chris Speier reçoit trois invitations au match des étoiles de la Ligue majeure de baseball comme représentant des Giants de San Francisco en 1972, 1973 et 1974.
Instructeur depuis 2000, il est nommé instructeur de banc des Nationals de Washington pour la saison 2016.

## Carrière de joueur
Chris Speier débute dans les majeures le 7 avril 1971 et occupe le poste d'arrêt-court des Giants de San Francisco toute la saison. Il les aide à remporter le championnat de la division Ouest. Speier affiche une moyenne au bâton de ,357 avec un coup de circuit dans la Série de championnat de la Ligue nationale contre Pittsburgh, mais les Giants s'inclinent.
En 1972, 1973 et 1974, Speier représente les Giants aux matchs des étoiles. Les partisans de baseball le votent joueur d'arrêt-court de la formation partante de la Ligue nationale pour la partie d'étoiles de 1973. Il connaît ses deux meilleures années en carrière à l'offensive avec 15 et 11 circuits respectivement en 1972 et 1973, totalisant chaque fois 71 points produits.
Il s'aligne avec les Giants jusqu'au début de la saison 1977 alors qu'après seulement six matchs, l'équipe de San Francisco le transfère aux Expos de Montréal, faisant en retour l'acquisition du joueur d'arrêt-court Tim Foli. Speier est l'arrêt-court des Expos du début 1977 à la mi-saison 1984. En 1981,  il frappe pour ,400 avec trois points produits dans la Série de division que les Expos remportent sur les Phillies de Philadelphie. Mais il ne frappe que trois coups sûrs en 16 présences au bâton en Série de championnat de la Ligue nationale entre Montréal et les Los Angeles. En 1982, il produit 60 points en saison régulière, son plus haut total en sept ans. Ses 8 points produits en un match le 22 septembre 1982 face aux Phillies est un record des Expos qui est réédité par Andre Dawson en 1985 et Tim Wallach en 1990.
Il passe des Expos aux Cardinals de Saint-Louis en retour de l'arrêt-court et joueur de deuxième but Mike Ramsey le 1er juillet 1984. Il s'aligne pour trois équipes cette saison-là puisque le 19 août les Cardinals le cèdent aux Twins du Minnesota.
Devenu agent libre après un bref passage chez les Twins, il rejoint les Cubs de Chicago pour la saison 1985 et y passe deux ans. Il est rapatrié par les Giants de San Francisco en 1987 et dispute une dernière Série de championnat alors que la franchise californienne retrouve les Cardinals de Saint-Louis en finale de la ligue. Speier est zéro en trois dans cette série qui se solde par une défaite. Il met fin à sa carrière en 1989 après trois dernières saisons à San Francisco.
Chris Speier dispute 2260 parties en 19 saisons dans les Ligues majeures, dont 1 114 matchs pour San Francisco et 895 pour Montréal. Sa moyenne au bâton en carrière est de ,246 avec 1759 coups sûrs, 302 doubles, 112 circuits, 720 points produits et 770 points marqués.

## Carrière d'instructeur
Chris Speier est instructeur et manager depuis 1990. D'abord instructeur en ligues mineures avec des clubs affiliés aux Giants de San Francisco, il est instructeur des frappeurs pour une équipe de classe AA associée aux Cubs de Chicago en 1995. Ensuite manager dans le réseau de filiales des Diamondbacks de l'Arizona de 1996 à 1999, il mène les Mavericks de High Desert au championnat de la California League en 1997.
Il passe aux majeures comme instructeur au troisième but chez les Brewers de Milwaukee en 2000 avant de d'accomplir les mêmes fonctions chez les Diamondbacks en 2001, alors que l'équipe remporte la Série mondiale 2001 sous les ordres de Bob Brenly.
En 2004, il est l'adjoint sur le banc au manager des Athletics d'Oakland Ken Macha.
En 2005 et 2006, il est instructeur au troisième but chez les Cubs de Chicago, dirigés par Dusty Baker, un homme qu'il retrouve deux années plus tard chez les Reds de Cincinnati.

### Reds de Cincinnati
Chris Speier est depuis la saison 2008 l'instructeur sur le banc des Reds, où il est adjoint au gérant de l'équipe, Dusty Baker. Il dirige lui-même les Reds pendant deux parties en 2008 lorsque Baker doit purger une suspension imposée par la ligue. Cincinnati remporte ces deux parties.
Le 19 septembre 2012, Speier prend les commandes de l'équipe lorsque Dusty Baker est hospitalisé. Le 20 septembre, avec Speier dans le rôle de gérant, les Reds deviennent la première équipe de la saison 2012 à s'assurer d'une place en séries éliminatoires.
Speier est remplacé par Jay Bell après la saison 2013 des Reds.

### Nationals de Washington
En novembre 2015, Speier est engagé comme instructeur de banc du nouveau gérant des Nationals de Washington, Dusty Baker.

## Vie personnelle
Chris Speier a six enfants, quatre fils et deux filles. Son fils Justin Speier est un lanceur jouant dans les Ligues majeures de baseball de 1998 à 2009. Lors du séjour de Chris Speier comme joueur des Expos, le couple a inscrit ses enfants à l'école francophone. Une de leurs filles, Anita, a d'ailleurs chanté le Ô Canada en français lors d'un match des Expos au Stade olympique en 1983.